# 通判
通判，中國古代官職之一，五代十國顺义元年（921年）始置。
學界認為通判一職始創立於北宋，朝廷为加强对地方的控制，防止知州职权过重，专擅作大，以通判负责监督知州，两者相互牵制，全称通判某州军州事，俗称通判、通州、州判、监郡、郡佐、州佐、治中、别驾、郡丞，雅称泥轼。事實上，五代十国时期，吳王楊溥於顺义元年（921年）已设立此职，表張延翰為江州觀察巡官，通判軍府事。南唐保大元年（943年）繼設有通判一職，張易“以水部員外郎，通判歙州刺史。”明朝期間為各府的副職，位於知府、同知之下。
清朝通判也稱為“分府”，管轄地為廳，此官職配置於地方建制的京府或府，功能為輔助知府政務，分掌糧鹽鐵都捕，品等為正六品。通判多半設立在邊陲地帶，以彌補知府管轄不足之處。
1911年，清亡，該官職廢除。
通判也被用作古代廳長的別名，如：噶瑪蘭厅通判。